# Чесма Ђеренка
Чесма Ђеренка налази се недалеко од Белог моста. Још један симбол несрећне љубави. Подигнута је у турско доба, а касније (1946. године) је због померања извора измештена тридесетак метара ниже у односу на свој првобитни положај. Чесма је била место где су се Врањанци окупљали и дружили. Описана је у делима Боре Станковића, а опевана је и у народним песмама. Чесма постоји и данас и под заштитом је државе.

## Легенда
Према легенди, Турчин Ђерђелез, који је био познатији у чаршији као Ђера, заљубио се у лепу, Врањанку. Гледао је сваки дан док је она пролазила поред његове куће, силазећи до оближњег извора како би наточила воду. Турчин је био опседнут лепом Врањанком и свуда је говорио како ће она једног дана бити Ђеренка. Према приповедачима једног дана не могавши више да сакрива своју љубав, Ђера, угледавши девојку изненада како долази са извора, притрча и ухвати је око паса, девојка уплашена, извила се и побегла. То је био и последњи пут да је Ђера видео девојку. 
Неколико година након овог догађаја напустио је Врање сломљеног срца, а његови пријатељи су у спомен његове велике и неузвраћене љубави на месту извора подигли чесму коју су назвали Ђеренка.